# 機動戦士ガンダム ガンダムVS.ガンダム
『機動戦士ガンダム ガンダムVS.ガンダム』（きどうせんしガンダム ガンダムバーサスガンダム）は、バンプレストが発売した対戦アクションゲーム『機動戦士ガンダム vs.シリーズ』のアーケード版第7作。開発はカプコン。バンプレストは2008年4月1日をもってバンダイナムコゲームスにゲーム事業を移管したため、本作がバンプレストとして発売される最後のアーケードゲームとなった。PlayStation Portable版はバンダイナムコゲームス（バンダイレーベル）として発売されている。

## 概要
過去にアニメ化されたガンダムシリーズの16作品（除かれるのは『新機動戦記ガンダムW Endless Waltz』、『機動戦士ガンダムSEED C.E.73 STARGAZER』の2作品、およびSDガンダムシリーズ）から主要なモビルスーツ（ガンダムタイプ、その他の主要なモビルスーツ）を集め、シリーズによって異なる世界観を超越し、集結したオールスター（クロスオーバー）的作品で、これまでのvs.シリーズの集大成ともいえる内容になっている。
キャッチコピーは「全機主役!! 作品の誇りを賭けて今、戦え!!」。導入告知ポスターのイラストは大河原邦男が担当。

### 開発年表
| 開発年表 | 主な事象                                                                         |
| -------- | -------------------------------------------------------------------------------- |
| 2006.夏  | プロジェクト始動。                                                               |
| 2007.夏  | この頃から各種インターネット掲示板などでVS.シリーズ新作の噂が立ち始める。        |
|          | この頃に登場声優の収録が行われる。                                               |
| 2007.9   | バンプレストがAMショーで『機動戦士ガンダム VS.シリーズ』の新作を発表すると発表。 |
|          | AMショーで『ガンダムVS.ガンダム』製作発表。                                      |
|          | 大阪で告知なしのロケテスト開始。（以後場所を変えて11月初旬まで実施される）       |
| 2007.10  | カプコンの関係者向けアーケードゲーム内見会開催。稼働予定は2008年3月と発表。      |
|          | 関東圏でもロケテスト開催。                                                       |
| 2007.11  | 関東圏も含めてロケテスト終了。                                                   |
|          | 各種ゲーム雑誌にて情報公開が始まる。                                             |
| 2008.2   | AOUショーに出展。公式全国大会「Premium DogfightIII」開催発表。                   |
|          | 一部のバンプレスト及びカプコンの直営ロケーションで稼働開始。                     |
| 2008.3   | 本格稼働開始。                                                                   |
| 2008.4   | 隠し要素一次解禁。                                                               |
|          | 「クロスオーバーキャンペーン」（インターネットランキング）開始。                 |
|          | 一部機体の不都合を調整したDVD『Ver.1.01』が配布。                                |
| 2008.5   | 隠し要素二次解禁。                                                               |
| 2008.6   | 隠し要素三次解禁。                                                               |
| 2008.7   | 隠し要素四次解禁。                                                               |
| 2008.8   | 隠し要素五次解禁。                                                               |
|          | PSP版発売発表。                                                                  |
| 2008.9   | 隠し要素最終解禁。                                                               |
| 2008.11  | PSP版発売。                                                                      |
|          | 公式全国大会「Premium DogfightIII」決勝大会開催。                                |

## ストーリー
2030年、あるゲームセンターでデビルガンダムが実体化、機動戦士ガンダム vs.シリーズを一つに統合してしまう。一つの世界に集まったガンダム達はデビルガンダムを倒すために立ち上がった。

## システム
基本的なシステムは『機動戦士ガンダムSEED DESTINY 連合vs.Z.A.F.T.II』を踏襲しているが、新システムが多く追加されている。その代わり覚醒は削除されている。8方向レバー+4ボタンの操作体系やコストのシステムは変わらず。ブーストダッシュやチャージショット、変形できる機体（ΖΖガンダムを除く）は変形可能な点も変わっていない。

### コスト
総コストが6000になり、コスト分けも1000・2000・3000の3段階のみとなっている。今作もコスト実数値の表記あり。

### モビルアシスト
射撃+格闘+ブーストの3ボタンを同時押しすることでアシスト機体を呼び出すシステム。各機体毎に呼び出される機体は違い、呼び出せる回数も機体毎に異なる。また撃破されて再登場するまで呼び出せる回数は回復しない。

### Gクロスオーバー
敵機に攻撃を加えたりダメージを受けたりすると溜まっていく「クロスオーバーゲージ」が同チームのプレイヤーとも最大まで溜まったときにLボタンを素早く2回押すと発動する必殺技のようなもの。発動後、攻撃範囲にマーカーが出現して数秒後に攻撃が発動するため、「いかに回避するか」「いかに攻撃範囲に敵機を誘うか」「クロスオーバーを利用して敵を分断できるか」などといった戦略もとられる。
ちなみに、二人共、あるいはどちらか片方のゲージが溜まっていない場合、パートナーの状況（損傷拡大など）や「ちょっと待って!」といったコメントが画面下部に現れる。
なお、クロスオーバーの内容は出演作品毎に異なり、自分が発動したクロスオーバーは命中すると吹き飛ぶがダメージは0である。これによる「守り」としてのクロスオーバーの使用もある。

### コストオーバー
機体の復活時に残りコストが使用機体のコストを割っていると、その割合だけ耐久値が減った状態で復活するシステム。
例えばコスト3000+1000の場合、
- 1000の機体が撃破される→残コスト5000
- 1000の機体が復活→耐久値が全快で復活
- 続いて3000の機体が撃破される→残コスト2000
- 3000の機体が復活→復活するが、残コスト2000のため耐久値は最大値の3分の2で復活

となる。ロケテスト版では対CPU戦ではこのシステムは機能しなかったが、製品版では機能するようになった。

### シールド防御
今作のシールド防御は宇宙世紀vsシリーズの自動発動式とC.E.vsシリーズの手動発動式が機体毎に異なる（ビームシールドを装備した機体は特殊動作による手動発動、実体シールドを装備した機体は自動発動が基本）。
今作は実体シールドを破壊されるとシールドを投げ捨てるモーションが加わり、多段ヒットする武装でも最後まで防ぐようになった。原則として格闘や一部の射撃、爆風はシールドガードできなくなった。ただし、ガンダム試作2号機の巨大な実体シールドに関しては爆風を防ぐことが可能。また、一部機体はシールドを破壊されると射撃攻撃が変化する機体も登場した（破壊されると使用不可能になるのは『連邦vsジオン』のギャンが初）。
例外としてVガンダムのみ、腕パーツ（トップリム）がある状態でビームライフルを射撃する際、自動でビームシールドが展開される。また、これもビームシールドであるので手動発動も可能。

### 武装変更・特殊能力
一部の機体は特定の動作をすることで武装の変更をすることが可能。また、今作は一部には一定の条件で性能が強化される機体もある。

### チームシャッフル
対戦毎にプレイヤーのチームをランダムに編成するシステム。例えばABvsCDでABが勝ったとしても、次はADvsBCなどになる。ロケーションの方で設定のON/OFFが可能で、3人プレイの場合も行われる（片方にはCPU操作のMSが付く）が、2人プレイの場合は設定により対戦になるか協力プレイになるか選択される。

### タイトルポイント
機体選択時や戦闘終了後、作品毎に蓄積されていく数値。ゲームオーバーになると表示される「タイトル活躍ランキング」の算出の参考となる。

### CPU戦
本作のCPU戦はまずノーマル、ハード、アルティメット、タイムアタック、アナザーからコースを選び、その後ノーマルは4ルート+ランダム、ハードは2ルート+ランダムからルートを選ぶ（アルティメット、タイムアタック、アナザーは一本道）。
ステージクリア後には戦果画面の左上に諸処の条件によって各種のマークが表示される。基本的にノーマルとアナザーは7ステージ、ハードは8ステージ、アルティメットは9ステージをクリア後にラストボスとの対決になるが、特定の条件をクリアするとラストボスの前に「EXTRAステージ」が登場する。このステージでも一定の条件をクリアすればもう一つの「EXTRAステージ」が登場する。タイムアタックはその名の通りタイムを競うため、EXTRAステージは存在せず8ステージクリアで終了。タイムアタックコースは難易度が低めで、ノーマルコースより簡単と評される場合もある。このコースのCPUはコスト3000の機体の耐久力が低く、コスト1000の機体の耐久力、攻撃力が高くなっている（コスト2000の機体は敵機として登場しない）。

### その他
前作からの変更点で、上に挙げたもの以外の主なものを以下にまとめる。
- 味方CPU機への指令が「ノーマル」「突撃」「回避」の3つに簡略化された。
- 増援（乱入者）が登場すると前作まではその時点でコストの減少が止まったが、今作では増援（乱入者）が確認された時点でもその対戦は続行されるようになった。
- 戦闘開始時の通称「よろしく通信」にキャラのボイスが入るようになった。
- シリーズで初めてネームエントリーが実装された。過去シリーズにおけるパイロットネーム入力がなくなったための処置と思われる。
- 対CPU戦のオープニングで出撃デモが復活した（機動戦士ガンダムは連邦機体とジオン機体で分かれるが、それ以外の作品は一つのみ。エクシア選択時はデモ無し）。
- 今作ではオペレーターキャラは存在せず、代わりにプレイヤーキャラがより多く喋るようになっており、ステージ開始前のデモでは援護MSのパイロットが自己紹介をしながら挨拶をしている。

## 登場するモビルスーツ
（//）内はコスト/搭乗するパイロット/モビルアシストで登場する機体。
機動戦士ガンダム クロスオーバー：コロニー落とし
- RX-78-2 ガンダム（2000/アムロ・レイ/Gファイター）

コスト2000帯の中では少し機動性に劣るものの格闘、射撃共に優秀な万能機。 同じ万能機に分類されるストライクやインパルスに比べて、やや機動力は低いが武装が豊富で攻撃力も高い。なお、耐久力が100以下になると、地上での通常格闘・ステップ格闘の1段目からの射撃派生でラストシューティングが可能。ラストシューティング発動時のみ左腕と頭部がなくなる演出もあり。
- MS-06S シャア専用ザク（1000/シャア・アズナブル/ドップ）

コストが低く機動性も並で、武装も平均的だが一定時間自機の移動速度を上昇させる「通常の3倍」を持ち、素早い動きで接近しながら攻撃していく戦法を得意とする。格闘が優秀だが射撃もバランスのいいものがあるためコスト1000帯の機体の中では安定した性能を持っている。
- RX-75 ガンタンク（1000/ハヤト・コバヤシ/Gスカイイージー）

後方支援機体、ブースト、ステップ性能は低いが通常移動速度は速い。原作設定を無視して腰部をひねりながら攻撃を行うことが出来る。
ステージのほぼすべてを有効射程に備えるキャノン砲の連射で敵を制圧するのが主な戦術。中～遠距離で放置すると脅威になるのでまっさきに狙われる事になりやすく、相手次第では接近戦になると一方的に攻撃されることもあるため、高い立ち回り技術を求められる機体。半数以上の機体に対して斜め後ろに歩き撃ち待ちをするだけで一方的に勝てるため、「7強」ではなくガンタンクを含めた「8強」だという声があがった事もあり、一部大会では「7強」と共に使用を制限されたこともある。
- MS-09 ドム（1000/ガイア/ドム2機追加でのジェットストリームアタック）

コスト1000帯の中でもトップクラスのブースト量を持つ機体、中 - 遠距離からのアシストを交えた弾幕が強力な機体だが格闘もそれなりに優秀なため、ある程度接近戦もこなせるが、少々癖が強い。
機動戦士Ζガンダム クロスオーバー：コロニーレーザー
- MSZ-006 Ζガンダム（2000/カミーユ・ビダン/MSA-005 メタス）

3連射が可能なビームライフルと、強力な誘導性の高いハイメガランチャーを使い分けることが可能な優秀機。変形を使った移動力も高く、一撃離脱戦法を中心に立ち回るのが基本戦術。俗に言われる「7強」機体の1つ。最大の特徴は味方が撃墜された時に「体を通して伝わる力」が発動し、一定時間スーパーアーマー状態になり一部の攻撃方法が変化する。原作でジ・Oを撃破したウェイブライダー特攻も可能。
- RX-178 ガンダムMk-II（2000/エマ・シーン/RMS-099 リック・ディアス）

ビームライフル、拡散バズーカ、ロングライフル、スーパーガンダムの4つの形態をもつ機体。ビームライフル、拡散バズーカはほかの機体より連射速度が速く、手動リロードなので弾切れも少ないため、中距離での射撃戦を得意とする。スーパーガンダム形態は変形可能で機動力が高く、射撃が強力だが接近時の自衛能力の低い遠距離戦用。
機動戦士ガンダムΖΖ クロスオーバー：ラビアンローズ（の鉄骨投下）
- MSZ-010 ΖΖガンダム（2000/ジュドー・アーシタ/ΖΖガンダムのコアファイター）

格闘が後ろ格闘以外すべて投げという異色の機体（うち一つはスクリューパイルドライバーに酷似した技。当然威力も高い）。チャージショットはハイ・メガ・キャノン砲になっている。攻撃力は非常に高いが、全機体の中でも機動力は低い方で扱いには慣れが必要。
原作では変形が可能だが、今作では変形できる機体の中で唯一変形が出来ない仕様になっている。
- AMX-004-2 キュベレイMk-II（1000/エルピー・プル/AMX-004-3 キュベレイMk-II（プルツー機））

コスト1000のファンネル機、通常モードとファンネルモードの二つの形態を持つ。俗に言われる「7強」機体の1つ。特にファンネルモードは敵の周辺に配置したファンネルの射撃タイミングをある程度自分で操作することが可能なためほとんど回避不可能な攻撃を行うことも可能。しかし、ファンネルモード時に敵機に密着されると、一切の攻撃方法がなくなってしまう。また、ファンネル射出中に自機が攻撃を受けるとファンネルが消滅する。
機動戦士ガンダム 逆襲のシャア クロスオーバー：アクシズ（の通過）
- RX-93 νガンダム（3000/アムロ・レイ/RGZ-91 リ・ガズィ）

コスト3000のファンネル機。射撃武器の優秀な機体でファンネルとの組み合わせで敵を封殺することが可能だが格闘攻撃が苦手なことと耐久力が低めなうえ機体が大きく敵の攻撃をかわしにくいため、使いやすさに比して、戦果をあげるにはかなりの熟練が必要。また、耐久力が低くなると、ファンネルを展開してIフィールドを張り、ある程度の射撃攻撃を無効化するが、その間使用可能なファンネルは1基のみになってしまう。コストオーバーの関係上味方よりも先に撃墜されたほうがいいが、敵に近付いたら真価を発揮できない、立ち回り方にも慎重にならなければいけない機体であり、上級者向けといえる。
- MSN-04 サザビー（2000/シャア・アズナブル/MSN-03  ヤクト・ドーガ (クェス・パラヤ機)）

コスト2000のファンネル機。νガンダム同様射撃武器が充実しており、ΖΖガンダム同様機動性が低いため主に中～遠距離から射撃武器で味方を支援するのが主な役割となる。また、特殊射撃でロンド・ベルの核ミサイル迎撃を行う（爆風で間接的に敵を攻撃する）。
機動戦士ガンダムF91 クロスオーバー：ラフレシア（の通過）
- F91 ガンダムF91（2000/シーブック・アノー/RGM-109 ヘビーガン）

機動性の高さと機体の小ささにより非常に回避性能の高い機体。隙の少ないライフルモードと射程の長いヴェスバーモードの使い分けによりどの距離でも戦えるマルチロール機であるが、いささか火力不足気味。最大の特徴は一定時間機体性能の変化するMEPEで格闘を交えたコンボで大ダメージを与えられることが可能なうえ、発動中は敵からのあらゆる攻撃が誘導してこなくなる（残像に向かって攻撃が飛ぶ）ので、発動時に攻撃されることは少ないが、使用中は被ダメージが2倍になる。コスト2000帯最低の耐久力とあいまって一瞬で撃墜されかねないハイリスクハイリターンな機体である。
- XM-07 ビギナ・ギナ（1000/セシリー・フェアチャイルド/XM-05 ベルガ・ギロス）

ブースト量は少なめだがビームライフルをはじめとする射撃武器が豊富、また、アシストの追尾能力が高く非常に強力である。ちなみに、原作では装備していないショット・ランサーを使うことが出来る。
機動戦士Vガンダム クロスオーバー：巨大ローラー作戦（アドラステアの突進）
- LM312V04 ヴィクトリーガンダム（1000/ウッソ・エヴィン/LM111E02 ガンイージ）

基本性能は並だが自分の上半身パーツ（トップリム、通称ハンガー）や下半身パーツ（ボトムリム、通称ブーツ）を飛ばして当てるパーツアタックをもつ。パーツアタックを行うと、飛ばしたパーツに応じて上半身のみの形態、下半身のみの形態、コアファイターのみの形態と、基本状態と合わせて4つの形態を持つ。コアファイターおよび上半身や下半身のみの状態では機体性能や攻撃方法が変わる。コアファイターを除く全ての形態で変形が可能。ビームライフル射撃時には左腕でビームシールドを構える特性があり、モビルアシストと合わせて生存性が高い。総合的にやや上級者向け。
- LM314V21 V2ガンダム（3000/ウッソ&ハロ/LM111E03 ガンブラスター）

コスト3000の高機動型万能機。V2時では武装がコスト3000としては火力不足だが、時間制限のあるアサルトバスターに換装すると射撃能力が格段に上がる。攻撃範囲が非常に広い（ステップで避けても当たることがある程）光の翼も使える（V2時は2連発、アサルトバスター時は3連発まで可能）など、凄まじい攻撃力を有する。
機動武闘伝Gガンダム クロスオーバー：超級覇王電影弾
- GF13-017NJII ゴッドガンダム（3000/ドモン・カッシュ/GF13-066NO ネーデルガンダム）

独特の操作性を持つものの、格闘機の中ではトップクラスの性能を持つ機体。格闘がワンセット入れば相手の耐久値の大半を削り取っていく。初心者向けと言える。俗に言われる「7強」機体の1つ。射撃を無効化しつつ突進するゴッドフィンガーや建物に防がれにくい石破天驚拳などの技を持つ。また耐久力が少なくなると明鏡止水モードになり性能がアップする。
- GF13-001NHII マスターガンダム（2000/東方不敗/デスビースト）

ゴッドガンダムと同じタイプの格闘機体。使用する技も似通っておりコスト2000のゴッドガンダムと呼ばれることも。俗に言われる「7強」機体の1つ。コストの関係から、場合によってはゴッドガンダム以上に厄介な機体。この機体にも明鏡止水モードがある。しかし、ゴッドガンダムよりも耐久力が低いため、発動せずに撃破されることも多い。
新機動戦記ガンダムW クロスオーバー：ピースミリオン（の通過）
- XXXG-00W0 ウイングガンダムゼロ（3000/ヒイロ・ユイ/OZ-13MSX1 ヴァイエイト）

強力な射撃を持つコスト3000唯一の変形機体。バスターライフルは通常のビームライフルより威力が高く、射撃防御を貫通する。またアシストのヴァイエイトはバスターライフルとほぼ同じ性能を持つ。
- XXXG-01H2 ガンダムヘビーアームズ改（2000/トロワ・バートン/OZ-13MSX2 メリクリウス）

豊富な射撃武装で弾幕を張れるコスト2000の射撃機体。反面、機動力は低く接近戦用の武装も少ないがメイン射撃の取り回しがよく近距離でも活躍できるオールラウンダー。アシストのメリクリウスは射撃をバリアで防いでくれる。
機動新世紀ガンダムX クロスオーバー：「かつて戦争があった」（GX-bitによるサテライトキャノン一斉掃射）
- GX-9900 ガンダムX（3000/ガロード・ラン&ティファ・アディール/FX-9900 GXビット）

高い威力と広い攻撃範囲を併せ持つサテライトキャノンを持つガンダム。ただし基本性能・武装ともにあまりパッとしない上、サテライトキャノンも非常に当てにくいため、単独での活躍の場はない。使うには僚機の援護が不可欠である。また、メイン射撃のシールドバスターライフルは盾と一体化しているため、盾が壊れると使用不能になってしまう（ちなみに、実体シールドだが防御は手動発動である）。
- NRX-0013 ガンダムヴァサーゴ（2000/シャギア・フロスト/FX-9900-D D.O.M.E.ビット）

弟の機体、ガンダムアシュタロンを武装代わりに使える。飛行時にアシュタロンに乗ったりアシュタロンを飛ばして敵を捕獲したりするなど、トリッキーな機体。単体で戦うよりも味方の支援に向いている。
∀ガンダム クロスオーバー：月光蝶
- WD-M01 ∀ガンダム（3000/ロラン・セアック/ヒップヘビー）

近距離戦に向いておりメイン射撃のガンダムハンマーは敵が近ければ近いほどで威力が高くなる。ただし遠距離での撃ち合いや機動戦は苦手。いかに自分に有利な距離を保てるかが重要な機体。1出撃につき1回のみ核ミサイル投擲が可能。
- AMX-109 カプル（1000/ソシエ・ハイム/ヒップヘビー）

見た目?に反して射撃が強力な機体。ミサイルやマシンガンの一斉射撃はコスト1000では破格の威力。
機動戦士ガンダムSEED クロスオーバー：ジェネシス（のガンマ線レーザー）
- GAT-X105 ストライクガンダム（2000/キラ・ヤマト/TS-MA2mod.00 メビウス・ゼロ）

前作のエール・ソード・ランチャーの3機のストライクガンダムが1機にパッケージングされており、戦闘中に換装を行うことで形態変化させることができる。3種の換装を使い分けることであらゆる状況に対応できるが、個々の性能は格闘特化・砲撃特化といった専門の機体にやや劣る。
- GAT-X303 イージスガンダム （1000/アスラン・ザラ/GAT-X103 バスターガンダム）

前作のイージスガンダムをコスト相応に弱体化した性能であり、基本は変形可能な万能機。今作では相手に組みついて機体を自爆させる大技を使用可能。アシストのバスターガンダムは優秀。
機動戦士ガンダムSEED DESTINY クロスオーバー：デストロイガンダム（「ネフェルテム503」のビーム射出を伴った突進）
- ZGMF-X56S インパルスガンダム（2000/シン・アスカ/ZGMF-X23S セイバーガンダム）

前作のフォースインパルスガンダムをベースにした高機動力のバランス機。今作では原作での対フリーダム戦での攻撃が使用可能になり、攻撃のバリエーションが増えた。反面、追加された射撃攻撃はどれもビームライフルを使うため残弾管理がシビアであり（パーツ射出のチャージショット→合体で、弾とシールドは全快するが）、攻撃力も抑えられているため爆発力に欠けるという弱みがある。
- ZGMF-X10A フリーダムガンダム（3000/キラ・ヤマト/MBF-02 ストライクルージュ）

前作のフリーダムガンダムをベースにした高機動力のバランス機。今作ではキャンセル覚醒という、あらゆる行動をキャンセルして一定距離を移動する動作が武装として追加された。元から高い機動力とあいまって極めて高い回避・逃げ能力を有する。俗に言われる「7強」機体の1つ。その反面コスト3000中はおろかコスト2000内で見ても見劣りするほど耐久値が低く、一発の被弾が命取りとなる。しかし、前述の「覚醒キャンセル」があるため、慣れた人が使うと非常に強い。そのためか、一部大会では使用を制限されていることも。
機動戦士ガンダム 第08MS小隊 クロスオーバー：アプサラスII（大型メガ粒子砲照射）
- RX-79[G] 陸戦型ガンダム（1000/シロー・アマダ/ホバートラック）

射撃型の機体。中-近距離向きのマシンガンモードと遠距離向きのキャノンモードがあり、距離を選ばず戦えるのが強みである。
- MS-07B3 グフカスタム（1000/ノリス・パッカード/PVN.42/4 マゼラアタック）

ワイヤー型のヒートロッドを駆使した空中移動で相手をかく乱し、隙を突いて攻撃していく玄人向け機体。アンカーを用いた移動が高速かつ変則的で、機動力の低い機体では追いつくことは困難なのはもちろん、フリーダムガンダムでさえグフを振り切るのは難しい。俗に言われる「7強」機体の1つ。しかし、やはりコスト1000の機体であることに変わりはないため、前述のフリーダム以上の玄人向けの機体となる。
機動戦士ガンダム0080 ポケットの中の戦争 クロスオーバー：バーニィの作戦（サンタバルーンの爆発）
- RX-78NT-1 アレックス（1000/クリスチーナ・マッケンジー/RGM-79SP ジムスナイパーII）

全機体の中で最も耐久力が低いが、着脱可能で一定ダメージを防ぐ装甲、チョバムアーマーを装備している機体。チョバムアーマーは相手の格闘を弾くために格闘機に対しては強いが、多段ヒットするビームなどには弱い。GCOなどの強力な攻撃が直撃すると、チョバムアーマー装備状態でも破壊されてしまう。
- MS-06FZ ザクII改（1000/バーナード・ワイズマン/MSM-03C ハイゴッグ）

基本性能はコスト1000の中でも平均以下だが、威力・範囲共に優秀なハンドグレネイドを持つ機体。また、敵として登場すると高威力のハンドグレネイドをばら撒く厄介な相手となる。
機動戦士ガンダム0083 STARDUST MEMORY クロスオーバー：デンドロビウム（全弾発射、大型ビームサーベル伸出を伴った突進）
- RX-78GP03S ガンダム試作3号機ステイメン（2000/コウ・ウラキ/RGM-79N ジム・カスタム）

ステイメンでの参戦だが、ビームライフルではなくフォールディングバズーカを2つ担ぎ、さらにオーキスのミサイルコンテナを召喚(?)するなど、非常に強力な弾幕を張ることができる援護機。このコンテナ召喚は、サブ射撃、特殊射撃の両方で可能だが、サブ射撃か特殊射撃かで発射されるミサイルのタイプが（収束ミサイルかマイクロ・ミサイル・コンテナか）変わる。爆導策が回避技として機能するため生存能力も高いが、射撃のほとんどが破壊可能な実弾であるため、ビームによる射撃に撃ち抜かれやすいという弱点がある。
- RX-78GP02 ガンダム試作2号機サイサリス（2000/アナベル・ガトー/YMS-16M ザメル）

接近戦に強い格闘機。反面、遠距離戦には弱く射撃武器がバルカンのみな上に機動性も低い部類に入るため、距離を取って戦われるとほぼ何も出来ない。特殊格闘ですさまじい速度で、一瞬で高々度まで上昇することで可能。俗に言われる「7強」機体の1つ。最大の特徴はアトミックバズーカで、弾速が速く威力が高い上、爆風が非常に大きい。味方はもちろんのこと、至近距離で撃つと、自分まで爆風に巻き込まれる（2号機専用のシールドのみガード可）危険な装備。また、弾速は速さの割りに発射するまでが極端に遅い。なお、2号機の盾は実体型だが手動発動式で、∀ガンダムの核投擲も防ぐことが可能。
機動戦士ガンダム00 クロスオーバー：ガンダムマイスター（ガンダムヴァーチェ・ガンダムキュリオスによる援護攻撃）
- GN-001 ガンダムエクシア（2000/刹那・F・セイエイ/GN-002 ガンダムデュナメス）

当初はアナザールートにおいて、敵機やCPU僚機としてのみ登場するCPU専用機として登場していた。その後、9月1日の第6次解禁より使用可能となった。試作2号機に輪をかけた格闘機体であるが、射撃武器がビームライフルなので、ある程度距離が離れていても戦える（ただし、弾は3発）。またブーストの減り具合が少ないため比較的長時間の空中移動が可能。弱点は中距離戦だが、アシストであるデュナメスのGNスナイパーライフルのビームの速度がかなり速く、うまく使えば弱点を補うことも可能になる。

## 戦闘中BGM
| タイトル                      | 楽曲名                                            | 唄                         |
| ----------------------------- | ------------------------------------------------- | -------------------------- |
| 機動戦士ガンダム              | 翔べ! ガンダム                                    | 池田鴻                     |
| 機動戦士Ζガンダム             | 宇宙を駆ける                                      | （劇中楽曲、三枝成彰作曲） |
| 機動戦士ガンダムΖΖ            | アニメじゃない〜夢を忘れた古い地球人よ〜          | 新井正人                   |
| 機動戦士ガンダム 逆襲のシャア | BEYOND THE TIME (メビウスの宇宙を越えて)          | TM NETWORK                 |
| 機動戦士ガンダムF91           | ETERNAL WIND〜ほほえみは光る風の中〜              | 森口博子                   |
| 機動戦士Vガンダム             | STAND UP TO THE VICTORY〜トゥ・ザ・ヴィクトリー〜 | 川添智久                   |
| 機動武闘伝Gガンダム           | FLYING IN THE SKY                                 | 鵜島仁文                   |
| 新機動戦記ガンダムW           | JUST COMMUNICATION                                | TWO-MIX                    |
| 機動新世紀ガンダムX           | DREAMS                                            | ROMANTIC MODE              |
| ∀ガンダム                     | ターンAターン                                     | 西城秀樹                   |
| 機動戦士ガンダムSEED          | Believe                                           | 玉置成実                   |
| 機動戦士ガンダムSEED DESTINY  | PRIDE                                             | HIGH and MIGHTY COLOR      |
| 機動戦士ガンダム0080          | いつか空に届いて                                  | 椎名恵                     |
| 機動戦士ガンダム0083          | THE WINNER                                        | 松原みき                   |
| 機動戦士ガンダム 第08MS小隊   | 嵐の中で輝いて                                    | 米倉千尋                   |

- 本作の戦闘中BGMは、CPU戦時は各作品のステージと対応した曲が流れ、対戦時はステージの所属タイトルと機体の所属タイトル(ガンダム00を除く)からランダムで流れる。
- レコードは1st〜ZZ、F91〜∀、0080、08MS小隊がキングレコード、逆襲のシャア、SEED、DESTINYがソニー・ミュージックエンタテインメント系列（ソニー・ミュージックレコーズ・エスエムイーレコーズ・エピックレコードジャパン）、0083がビクターエンタテインメント。
- ロケテスト時はSEED及びDESTINYのBGMは別作品のものを流用していた。
- ちなみに本作のステージは「その作品をモチーフにしたもの」であり、特定の戦場を再現したものではない。

## 隠し要素の解放
（）内はパスワードが配布された日。
- 一次解禁（2008年4月14日）…CPU戦のステージ構成ルートをランダムか、ステージ毎に固定された4つのルートのいずれかから選択できるようになった。
- 二次解禁（2008年5月07日）…CPU戦のハードルートステージ解禁
- 三次解禁（2008年6月02日）…CPU戦のアルティメットルートステージ解禁
- 四次解禁（2008年7月07日）…CPU戦のタイムアタックモードステージ解禁
- 五次解禁（2008年8月04日）…CPU戦のアナザーモードステージ解禁
- 六次解禁（2008年9月01日）…ガンダムエクシア解禁

## PSP版
今作の移植版が、2008年11月20日にPSPにて発売された（また、2010年12月2日にPSP the Best版も発売）。この移植版は次回作『機動戦士ガンダム ガンダムVS.ガンダムNEXT』から一部機体が先行参戦している。同時発売されたプレミアムパックには、特別仕様のPSP-3000や、メインイラストをプリントした特製クロス等が同梱された。

### PSP版追加機体
- RX-77 ガンキャノン（1000/カイ・シデン/ガンペリー）
- MS-18E ケンプファー（1000/ミハイル・カミンスキー/MSM-07E ズゴックE）
- RX-78GP01-FB ガンダム試作1号機/フルバーニアン（2000/コウ・ウラキ/RGC-83 ジム・キャノンII）
- ZGMF-X42S デスティニーガンダム（3000/シン・アスカ/ZGMF-X666S レジェンドガンダム）